# Isohypsibius wilsoni
Isohypsibius wilsoni är en djurart som tillhör fylumet trögkrypare, och som först beskrevs av Horning, Schuster och Albert A. Grigarick 1978.  Isohypsibius wilsoni ingår i släktet Isohypsibius och familjen Hypsibiidae. Inga underarter finns listade i Catalogue of Life.